# Seminarium duchowne w Odessie

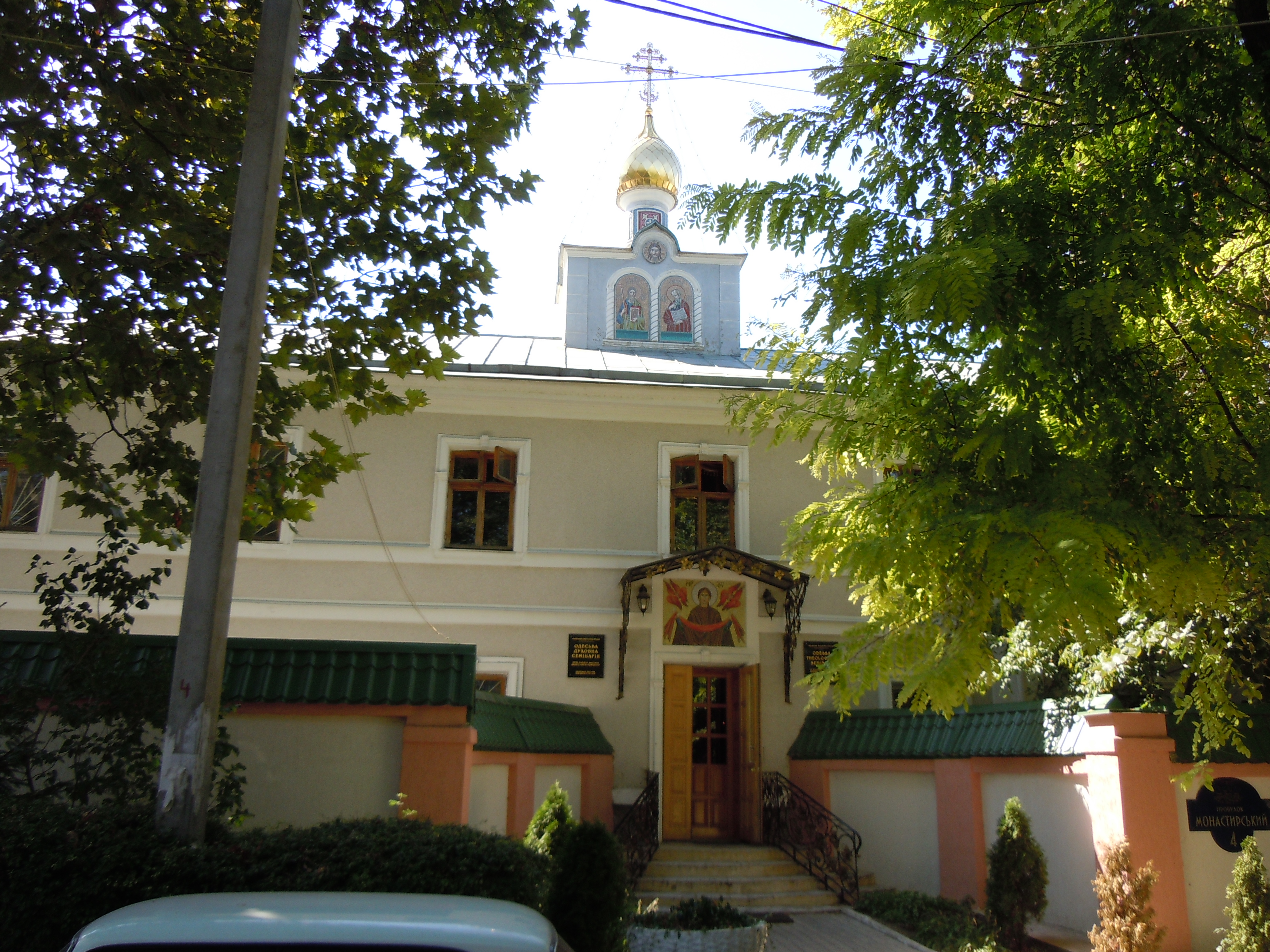
Seminarium duchowne w Odessie

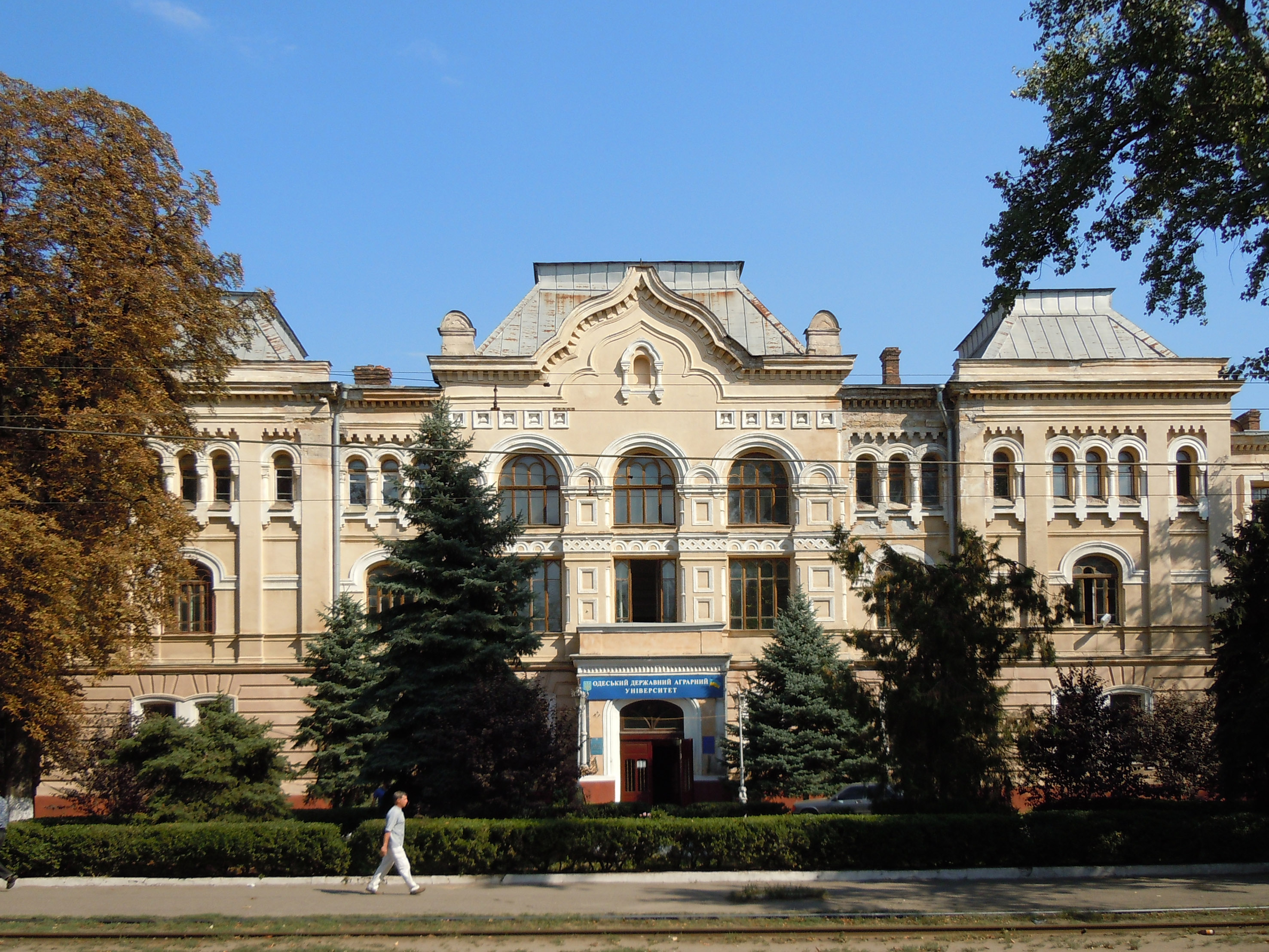
Dawna siedziba seminarium przy ul. Kanatnej (obecnie Uniwersytet Rolniczy)

Seminarium duchowne w Odessie – prawosławne seminarium duchowne prowadzone przez Ukraiński Kościół Prawosławny Patriarchatu Moskiewskiego. Funkcjonowało w latach 1838–1920, po czym zostało zlikwidowane przez władze radzieckie. Wznowiło działalność w 1945. Jego siedziba znajduje się na terenie monasteru Zaśnięcia Matki Bożej w Odessie.

## Historia
Seminarium zostało założone w 1838 przez pierwszego arcybiskupa chersońskiego Gabriela. Działalność dydaktyczną rozpoczęło w roku akademickim 1838/1839, w siedzibie przy Aleksandrowskim Prospekcie. W 1903 szkoła przeniosła się do nowego budynku przy ul. Kanatnej. W programie seminarium znajdowały się przedmioty teologiczne, historia Kościoła oraz niektóre świeckie dyscypliny wiedzy, w tym języki obce. Szkoła funkcjonowała do 1920, gdy została zamknięta na polecenie władz radzieckich.
Po II wojnie światowej, w czasie której stosunki między państwem radzieckim i Rosyjskim Kościołem Prawosławnym znacznie się poprawiły, patriarcha moskiewski i całej Rusi Aleksy zaakceptował prośbę locum tenens eparchii odeskiej, biskupa Sergiusza, o otwarcie kursów teologicznych w Odessie. Ich siedzibą stały się budynki dawnego monasteru św. Pantelejmona. W 1961 szkoła musiała przenieść się do monasteru Zaśnięcia Matki Bożej, a patriarcha Aleksy tylko po osobistych staraniach zdołał uratować ją przed zamknięciem.

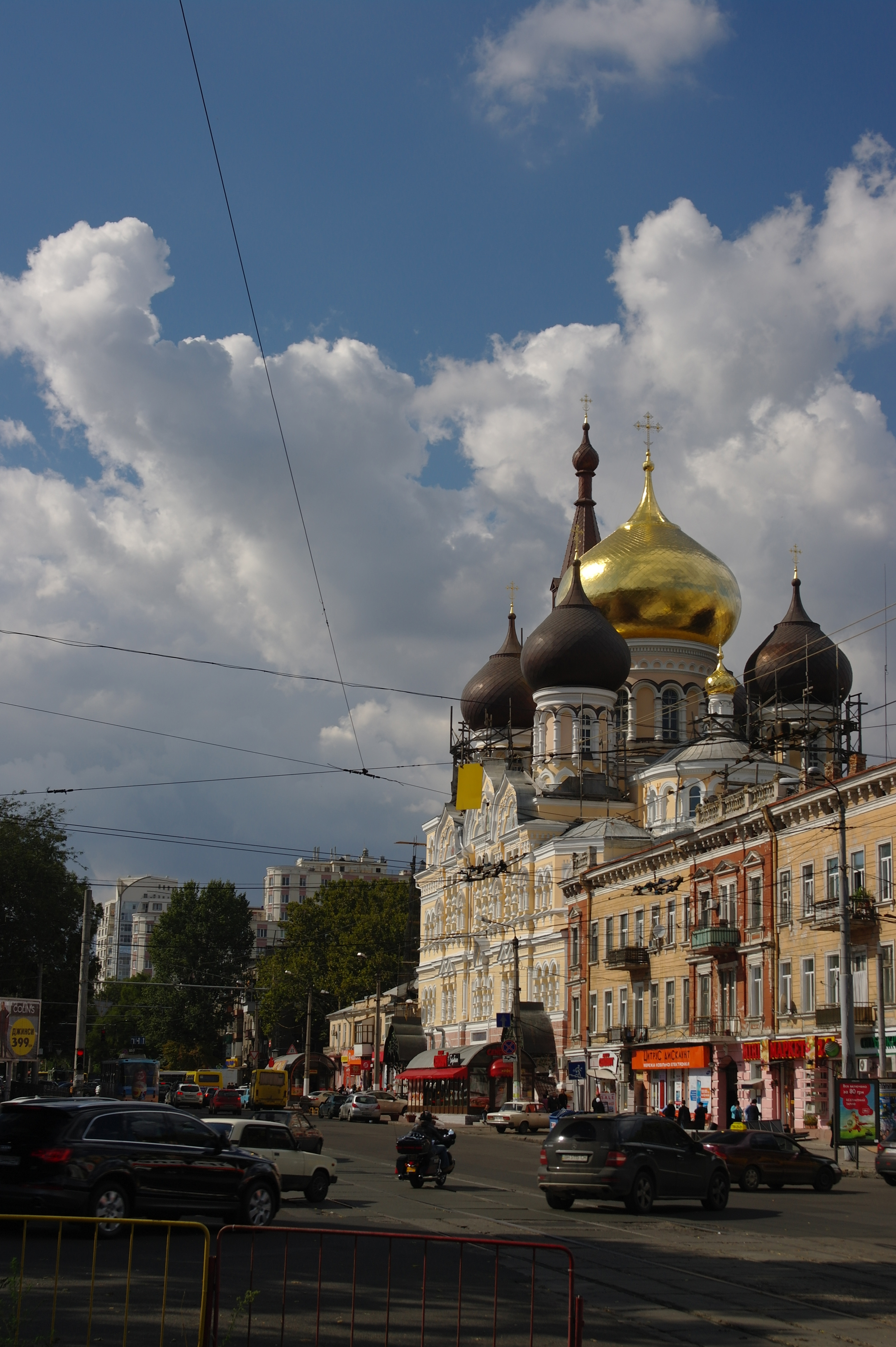
Widok na monaster św. Pantelejmona w Odessie, gdzie seminarium mieściło się w pierwszych latach po restytucji

Do 1990 seminarium prowadziło nauczanie tylko w trybie stacjonarnym, w wymienionym roku otwarto studia zaoczne.

## Związani z seminarium

### Rektorzy[2]
- Porfiriusz (Uspienski), 1838–1840[1]
- Atanazy (Drozdow), 1840
- Nikodem (Kazancew), 1841–1845
- Izrael (Łukin), 1845–1848
- Parteniusz (Popow), 1848–1852
- Serafin (Arietinski), 1852–1858
- Teofilakt (Prawiednikow), 1858–1869
- Michaił Pawłowski, 1868
- Martirij Czemiena, 1868–1900
- Wasilij Fłorowski, 1900–1902
- Anatol (Kamienski), 1903–1906
- Konstantin Brieczkiewicz, 1906–?
- Wiktor Czemena, 1945
- Innocenty (Sokal), 1956–1957
- Nikołaj Koncewicz, 1957–1959
- Sergiusz (Pietrow), 1959
- Leoncjusz (Gudimow), 1961–1962
- Antoni (Warżanski), 1962–1963
- Teodozjusz (Dikun), 1966
- Agatangel (Sawwin), 1967–1975
- Ołeksandr Krawczenko, 1975
- Agatangel (Sawwin), 1993
- Eulogiusz (Hutczenko), 1998–2007[3]
- Serafin (Rakowski), 2013

### Absolwenci i słuchacze

#### Biskupi Rosyjskiego Kościoła Prawosławnego (przed 1920)
- Mikołaj (Ziorow), arcybiskup warszawski[4]
- Palladiusz (Kaminski), arcybiskup żytomierski[5]

#### Biskupi Rosyjskiego Kościoła Prawosławnego (po 1945)
- Daniel (Dorowskich), metropolita archangielski[6]
- Marceli (Mihăescu), biskup bielecki i faleszteński[7]
- Metody (Niemcow), metropolita permski[8]
- Arystarch (Stankiewicz), biskup homelski[9]
- Gabriel (Stebluczenko), biskup błagowieszczeński[10]
- Leoncjusz (Gudimow), metropolita chersoński[11]
- Nikon (Wasin), metropolita lipiecki[12]
- Parmen (Szczipielew), biskup czystopolski[13]
- Sebastian (Pyłypczuk), biskup kirowohradzki[14]

#### Biskupi Ukraińskiego Kościoła Prawosławnego Patriarchatu Moskiewskiego
- Agatangel (Sawwin), metropolita odeski[15]
- Antoni (Borowyk), biskup aleksandryjski[16]
- Bartłomiej (Waszczuk), biskup rówieński[17]
- Damian (Dawydow), biskup fastowski[18]
- Diodor (Wasylczuk), biskup jużneński[19]
- Elizeusz (Iwanow), arcybiskup izjumski[20]
- Eulogiusz (Hutczenko), arcybiskup sumski[21]
- Eutymiusz (Szutak), biskup mukaczewski[22]
- Joannicjusz (Kobziew), metropolita ługański[23]
- Łazarz (Szweć), metropolita symferopolski[24]
- Mitrofan (Jurczuk), arcybiskup ługański[25]
- Nataniel (Krykota), biskup szumski[26]
- Nestor (Sapsaj), biskup pietropawłowski[27]
- Onufry (Lehki), arcybiskup charkowski[28]
- Wiktor (Bykow), biskup arcyski[29]
- Włodzimierz (Sabodan), metropolita kijowski i całej Ukrainy[30]

#### Biskupi Ukraińskiego Kościoła Prawosławnego Patriarchatu Kijowskiego
- Damian (Zamarajew), arcybiskup tarnopolski[31]
- Daniel (Czokaluk), metropolita rówieński[32]
- Serafin (Werzun), biskup kirowohradzki[33]

#### Inni
- Grzegorz (Zafirow), metropolita pelagonijski (Bułgarski Kościół Prawosławny)[34]
- Klemens (Drumew), metropolita tyrnowski (Bułgarski Kościół Prawosławny)[35]
- Parteniusz (Trizłowski), metropolita niszawski (Bułgarski Kościół Prawosławny), autor gramatyki języków bułgarskiego i macedońskiego, nie ukończył szkoły[36]